# Éléonore Fernaye
Œuvres principales
Série La Famille d'Arsac
- Scandaleuse Élisabeth
- Audacieuse Sarah
- Aventureuse Constance

Éléonore Fernaye est le nom de plume de cette auteure française née en 1983 à Paris. Elle commence par écrire un blog à 20 ans, elle rédigera deux nouvelles. Sa série de romances historiques La Famille d'Arsac la fera connaître du grand public. Le premier tome de cette série de romans est publié en 2013 aux éditions Milady. Fernaye est un pseudonyme tiré du nom du château de Ferney où Voltaire finira sa vie.

## Biographie
Éléonore Fernaye s'inscrit en prépa littérature juste après l'obtention de son baccalauréat. Elle poursuit des études en sciences humaines et en langues étrangères. Bien qu'elle ne poursuive pas ses études d’anglais pour obtenir son diplôme, elle postulera chez Milady en tant que traductrice. Elle y traduit essentiellement des romances fantastiques et plus particulièrement de l'urban fantasy sous un autre nom d'emprunt.

## Œuvres
Série La Famille d'Arsac
- Scandaleuse Élisabeth, Milady (maison d'édition), 2013[1]. Paris fin XVIIIe siècle, en 1778 avant la Révolution française, au début de la guerre d’indépendance américaine.
- Audacieuse Sarah, Milady (maison d'édition), 2014. Paris et Amérique fin XVIIIe siècle en 1783, avant la Révolution française, à la fin de la guerre d’indépendance américaine.
- Aventureuse Constance, Milady (maison d'édition), 2015. Londres et Amérique en 1791 durant la Révolution française de 1789.